# Єрмак Лоліта
Лолі́та Єрма́к (* 1996) — українська фігуристка.

## Життєпис
Народилась 1996 року в місті Харків; почала кататись у 2000-му.
Пара Лоліта Єрмак — Олексій Хіміч —
- учасники чемпіонатів світу серед юніорів
- срібні призери чемпіонату України серед юніорів (2012/2013)

Дворазова призерка чемпіонату України (2013—2014).
Дворазова призерка чемпіонату України серед юніорів (2010/2011, 2012/2013).
2010 року дебютувала на юніорському Гран-прі ISU з партнером Олександром Любченком. Два сезони вони змагалися разом. Виграли золотий приз «Tirnavia Cup» (2010), срібні призери «Ice Challenge Graz» (2010).
У 2012 році об'єднвлася з Олексієм Химичем. На Чемпіонаті світу серед юніорів 2013 року де вони посіли 25-те місце.
З партнером Олексієм Шумським вони є бронзовими призерами Міжнародного кубка Ніцци 2014 року.